# Dolmen de Grosse Pierre
Dolmen de Grosse Pierre (někdy nazývaný též Dolmen du Colombier) je megalitická kamenná stavba (zbytek dolmenu) z doby asi 3000 let před naším letopočtem nalézající se na naučném chodníku o délce cca 2,8 km nedaleko od jeskyně Grotte de Saint-Marcel ve francouzském departementu Ardèche. Samotný dolmen se nachází v křovinatém porostu nad údolím Gorges de l'Ardèche. Zbytek dolmenu je tvořený dvěma opěrnými vápencovými deskami o výšce asi 1,0 m a krycí deska byla rozbita. 
Nedaleko od dolmenu se nachází Menhir Grosse Pierre.
Dolmen patří do skupiny Dolmens de l'Ardèche, která se svými cca 800 dolmeny tvoří druhou největší megalitickou oblast po Bretani.
Tento dolmen nelze zaměňovat s dolmenem Allée couverte du Colombier ve Švýcarsku, dolmenem du Colombier v Saint-Jean-d'Aubrigoux v departementu Haute-Loire, dolmenem v Aubigné-Racan v departementu Sarthe nebo s tumulem v Colombiers-sur-Seulles v departementu Calvados.

## Galerie

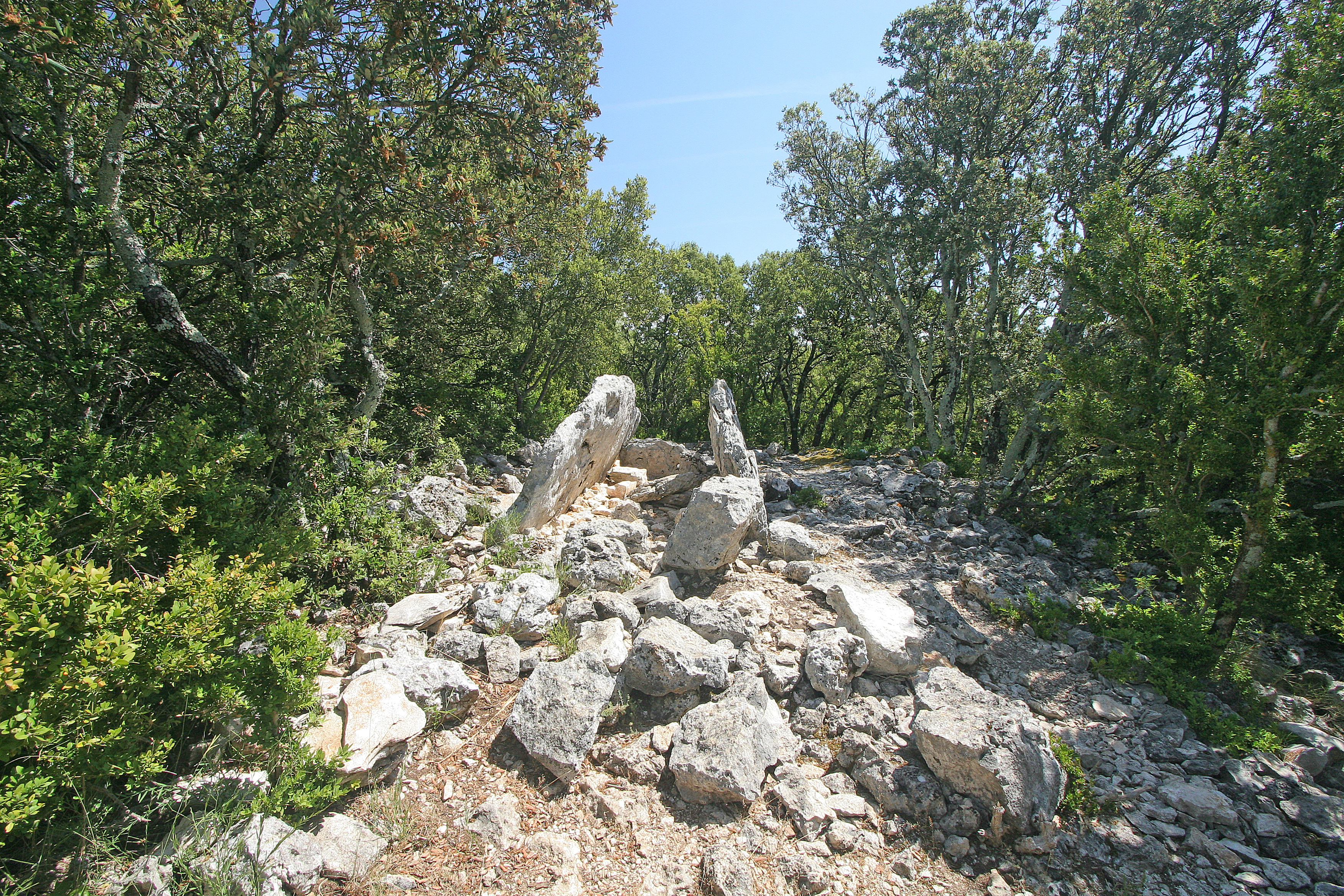
Dolmen du Colombier
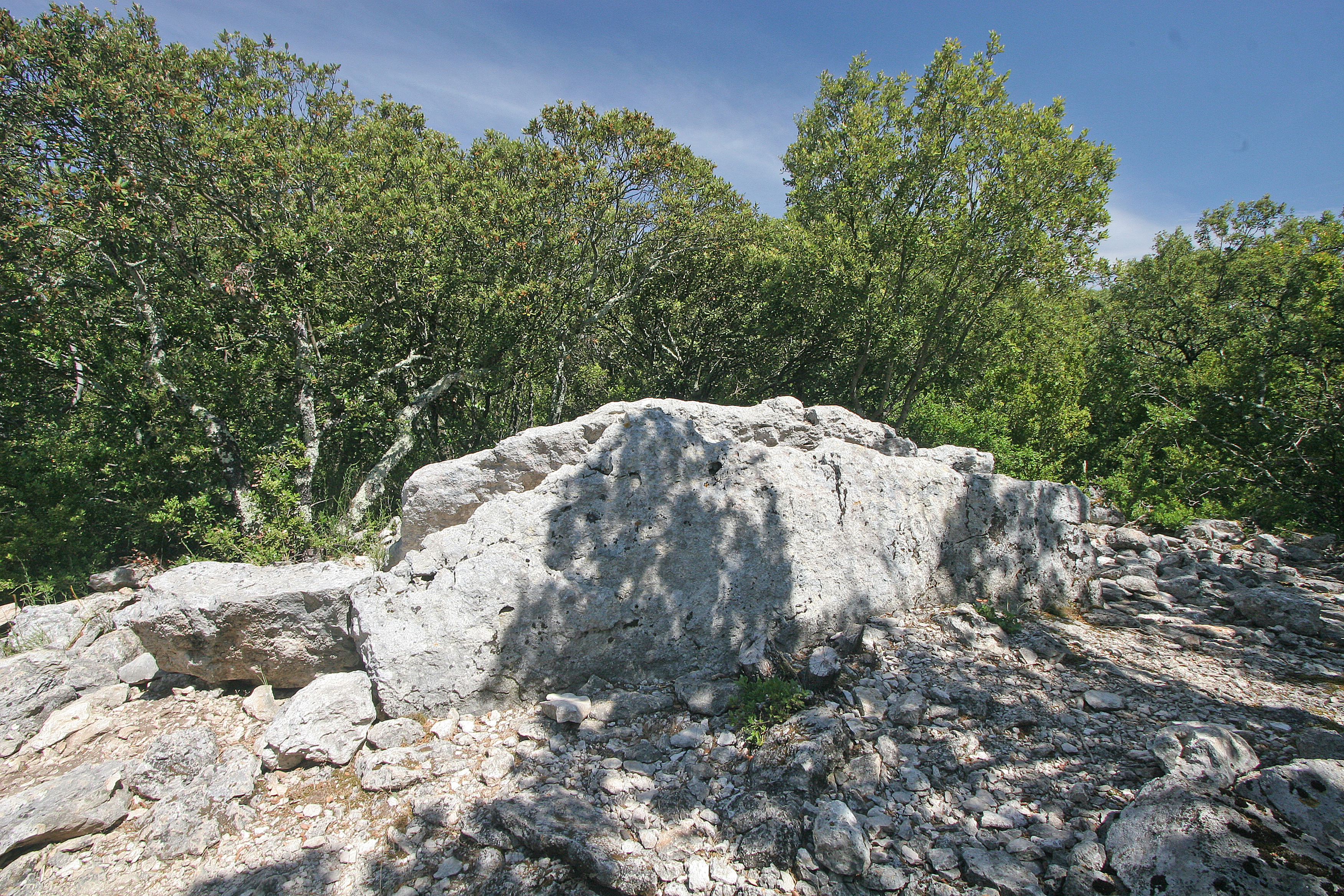
Dolmen du Colombier
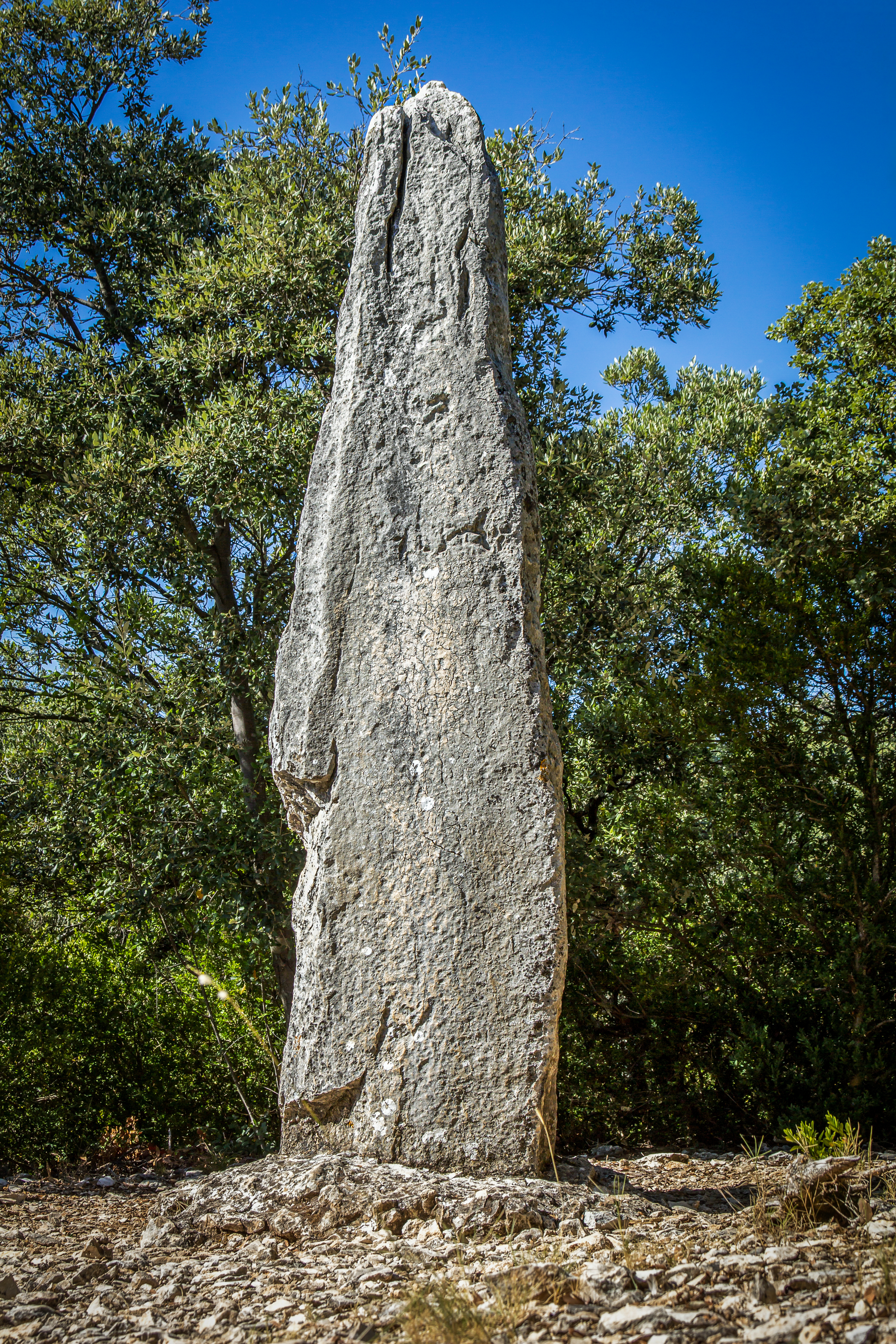
Menhir Grosse Pierre
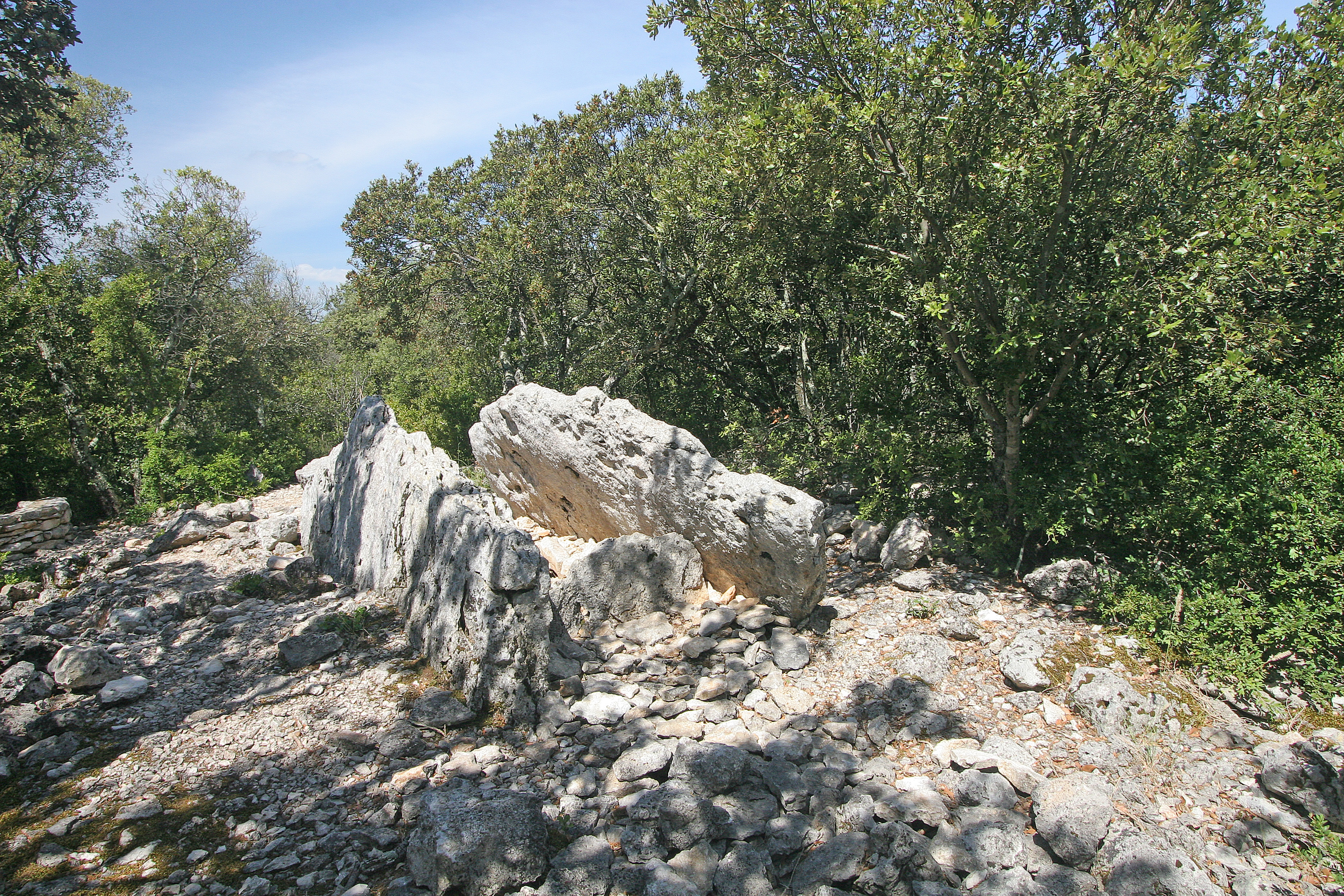
Dolmen du Colombier
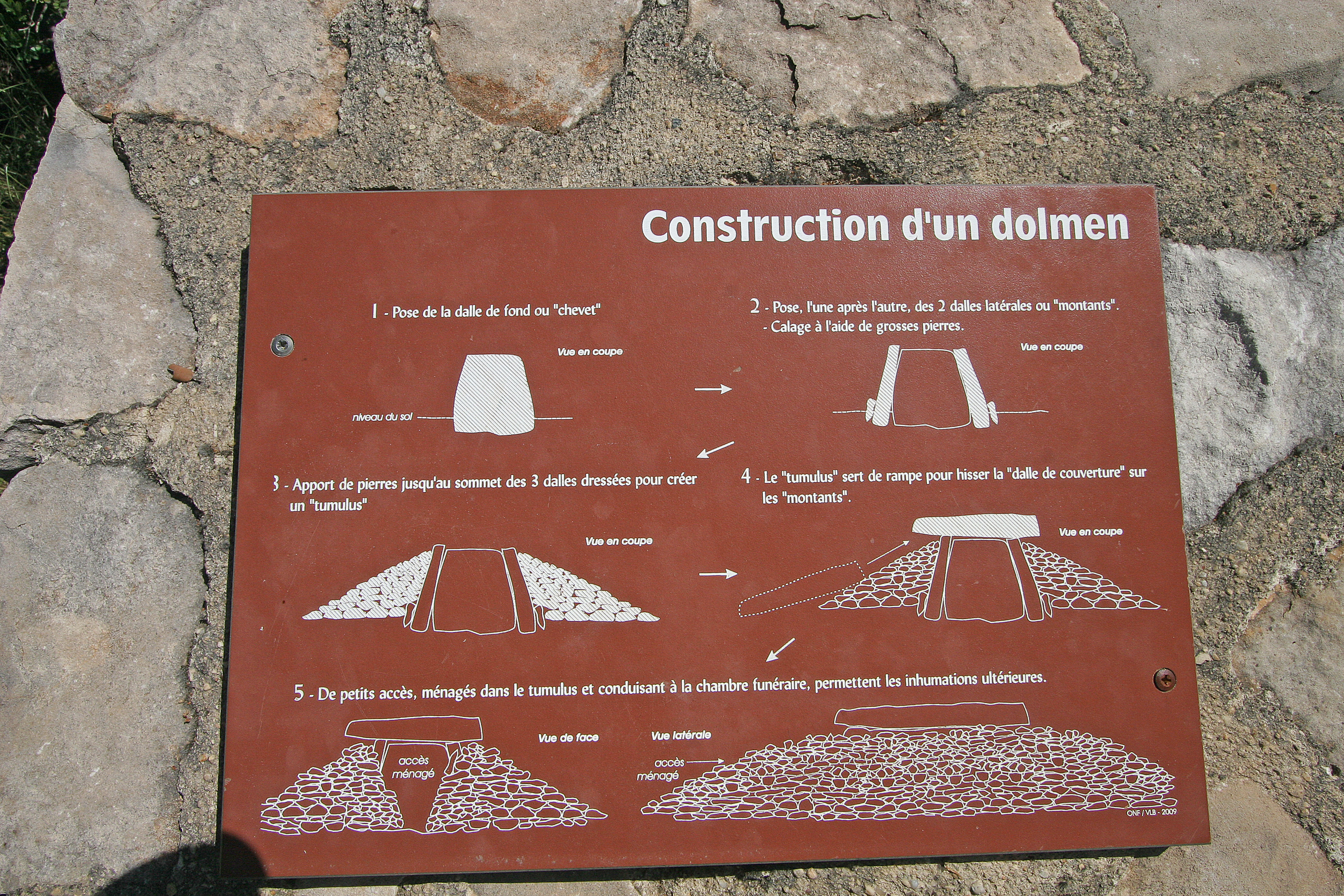
Dolmen du Colombier

Nedaleko od tohoto dolmenu se nalézá asi 3,5 m vysoký Menhir Grosse Pierre.